# Erysimum jugicolum
Erysimum jugicolum är en korsblommig växtart som beskrevs av Claude Thomas Alexis Jordan. Erysimum jugicolum ingår i släktet kårlar, och familjen korsblommiga växter. Inga underarter finns listade i Catalogue of Life.